# Hemithyrsocera suspecta
Hemithyrsocera suspecta es una especie de cucaracha del género Hemithyrsocera, familia Ectobiidae.

## Distribución
Esta especie se encuentra en India.